# Шацких, Максим Александрович
 Макси́м Алекса́ндрович Ша́цких  (узб. Maksim Aleksandr o‘g‘li Shatskix, Максим Александр ўғли Шацких; укр. Максим Олександрович Шацьких; 30 августа 1978, Ташкент, Узбекская ССР, СССР) — узбекский футболист, нападающий. Выступал за сборную Узбекистана с 1999 по 2011 год, являлся её капитаном. На клубном уровне наиболее известен по выступлениям за киевское «Динамо» (1999—2009). Лучший бомбардир в истории чемпионата Украины (124 мяча). Заслуженный спортсмен Республики Узбекистан (2000).

## Биография

### Клубная карьера
Начинал заниматься футболом в ДЮСШ «Пахтакор» в Ташкенте. В начале карьеры играл в российских клубах низших лиг таких как : «Сокол-ПЖД», «Торпедо» (Волжский), «Лада-Тольятти-ВАЗ», «Газовик-Газпром» и «Балтика».

#### «Динамо» (Киев)
В 1999 году перешёл в киевское «Динамо», возглавляемое Валерием Васильевичем Лобановским, где провёл последующие десять лет. Дважды становился лучшим бомбардиром украинского чемпионата: в сезоне 1999/00 с 20 голами и в сезоне 2002/03 с 22 голами (тем самым повторив рекорд Сергея Реброва, который забил 22 гола в сезоне 1997/98 также в составе ФК «Динамо» Киев). 28 июля 1999 года Шацких провёл свой дебютный гол в Лиге чемпионов УЕФА в матче против «Жальгириса» из Вильнюса. Тем самым он стал первым футболистом из Азии, забившим гол в Лиге чемпионов УЕФА и вторым узбекским после Мирджалола Касымова, забившим гол в турнирах под эгидой УЕФА. Всего за 9 сезонов в ЛЧ Шацких забил 11 голов.
В составе «Динамо» в высшей лиге Украины провёл 215 матчей, забил 97 мячей. В матче последнего тура чемпионата Украины 2008-09 26 мая 2009 года между «Динамо» и донецким «Шахтёром» на стадионе «Динамо» им. В. В. Лобановского болельщики киевлян вывесили несколько плакатов со словами благодарности и огромный баннер с фотографией нападающего в костюме лётчика и надписью «Истребитель МАХ 16. 328 боевых вылетов, 142 сбитых», устроив тем самым красочные проводы форварду. Однако в том матче тренер киевлян Юрий Сёмин не выпустил Максима на поле.
В Кубке Украины провёл 36 матчей, забил 22 мяча. В еврокубках сыграл 73 матча, забил 23 мяча.

#### «Арсенал» (Киев)
По окончании контракта с «Динамо» перешёл в киевский «Арсенал». В составе «Арсенала» в премьер-лиге чемпионата Украины провёл 93 матча, забил 22 мяча.
4 апреля 2010 года в матче «Арсенал» (Киев) — «Металлург» (Запорожье) (2:0) забил свой 100-й гол в чемпионате Украины по футболу, для чего ему понадобилось 222 матча.
15 августа 2010 года в матче «Арсенал» Киев — «Волынь» Луцк (1:1), забив на 71-й минуте гол в ворота «Волыни», установил рекорд чемпионатов Украины — первым забил 100 мячей с игры.
В Симферополе, 11 сентября 2010 года («Таврия» — «Арсенал», 0:1), Максим Шацких провёл 500-й официальный матч в своей профессиональной карьере (матчи за клубы в чемпионатах, кубках, еврокубках и за сборную Узбекистана), забив при этом 217 мячей.
Матч «Арсенал» — «Ильичёвец» (3:1), состоявшийся 20 марта 2011 года, стал для Максима Шацких юбилейным 250-м матчем, сыгранным в высшей премьер-лиге чемпионатов Украины. В этой игре на 43 минуте Шацких отметился голом в ворота соперника, который стал 109-м голом Максима в чемпионатах Украины.

#### «Черноморец»
14 января 2013 года перешёл в одесский «Черноморец», подписав контракт на 2,5 года.
16 марта 2013 года дебютировал за «Черноморец» в матче против клуба «Шахтер» (Донецк). 1 июня 2013 года по обоюдному согласию расторг контракт с ФК «Черноморец». После этого игрок вернулся в киевский «Арсенал».

#### «Говерла»
30 декабря 2013 года Шацких подписал контракт на 2,5 года с «Говерлой» Ужгород. 27 июля 2014 года в матче украинской премьер-лиги 2013-14 Говерла — Карпаты Львов, закончившийся ничьей 2:2, он провёл первый гол своей команды и довёл общее количество своих голов в украинской премьер-лиги до 122 голов. 2 августа 2014 года в гостевом матче против Металлурга Шацких провёл свой 123-й гол и сравнялся по голам с Сергеем Ребровым. 4 октября 2014 стал лучшим бомбардиром в истории чемпионата Украины, забив свой 124-й гол в рамках украинского первенства.
В 2016 году завершил карьеру игрока.

### Карьера в сборной
В 2003 году Шацких был признан третьим, а в 2005 году — вторым игроком Азии. Считается одним из лучших футболистов Узбекистана.
Полуфиналист Кубка Азии 2011 в составе сборной Узбекистана. 15 октября 2008 года забил свой 30-й гол за сборную в матче отборочного турнира чемпионата мира 2010 против сборной Японии, обойдя Мирджалола Касымова (29 голов) в списке лучших бомбардиров в истории сборной Узбекистана. 29 мая 2014 года Максим провёл свой последний и прощальный матч за сборную Узбекистана в товарищеской игре против сборной Омана в Ташкенте. Матч закончился поражением 0:1 сборной Узбекистана. Всего за сборную Узбекистана провёл 61 матч, забив 34 мяча.

### Тренерская карьера

#### «Динамо» Киев (ДЮФШ)
В 2016 году Шацких стал тренером академии «Динамо» (Киев) — «ДЮФШ „Динамо“ им. В. В. Лобановского». Проработал там 1 год.

#### «Динамо» (Киев)
2 июня 2017 года главным тренером киевского «Динамо» стал Александр Хацкевич. Белорусский специалист включил Шацких в список своих ассистентов.

#### «Ротор» (Волгоград)
20 декабря 2019 года главным тренером волгоградского «Ротора» стал Александр Хацкевич. Белорусский специалист включил Шацких в список своих ассистентов.
В марте 2021 года Хацкевич был отправлен в отставку с формулировкой «Чтобы решить задачу на сезон». Вместе с ним покинул команду и Максим Шацких. После 23 туров Премьер Лиги команда занимала 13-е место. До зоны прямого вылета было 4 очка. По итогам сезона «Ротор» не сохранил место в Премьер Лиге.

#### «Пахтакор» (Ташкент)
2 июня 2022 года Максим Шацких был назначен спортивным директором ташкентского «Пахтакора».
16 июля назначен главным тренером клуба. Специалист подписал с «Пахтакором» контракт на три года. В его тренерский штаб вошли Вячеслав Беляев и Виталий Шпанюк.
Под руководством Максима Шацких ташкентский «Пахтакор» по итогам сезона стал чемпионом Узбекистана.

### Клуб бомбардиров имени Олега Блохина
В апреле 2012 года Максим Шацких включён в состав членов символического Клуба украинских бомбардиров имени Олега Блохина, как футболист, забивший в составе украинских команд 100 и более мячей. На счету Шацких в составе украинских клубов — 171 забитый мяч.

### Клуб бомбардиров-легионеров имени Максима Шацких
В июле 2010 года по инициативе спортивного журналиста Виктора Хохлюка и с согласия самого футболиста был основан Клуб бомбардиров для иностранных футболистов выступающих в украинских командах, названный в честь футболиста Клуб Максима Шацких.

## Достижения

### В качестве игрока
- Чемпион Украины (6): 1999/00, 2000/01, 2002/03, 2003/04, 2006/07, 2008/09
- Обладатель Кубка Украины (5): 1999/2000, 2002/03, 2004/05, 2005/06, 2006/07
- Второй призёр чемпионата Украины (3): 2001/02, 2004/05, 2005/06
- Финалист Кубка Украины (2): 2001/02, 2012/13
- Обладатель Суперкубка Украины (2): 2004, 2006
- Обладатель Кубка Первого канала: 2008
- Второй призёр чемпионата Казахстана: 2009

### В качестве тренера
- Чемпион Узбекистана: 2022, 2023

### Личные
- Лучший бомбардир чемпионата Украины (2): 1999/00, 2002/03
- Футболист года в Узбекистане (4): 2003, 2005, 2006, 2007[30]
- Член бомбардирского Клуба Олега Блохина: 171 гол[31]
- Член бомбардирского Клуба Сергея Реброва: 124 гола[32]
- Основатель Клуба бомбардиров-легионеров украинских команд: 171 гол[33]
- Член бомбардирского Клуба Олега Протасова: 183 гола[34]

## Статистика выступлений

### Клубная
| Клуб                | Сезон               | Чемпионат | Чемпионат | Кубок | Кубок | Еврокубки | Еврокубки | Суперкубок | Суперкубок | Всего | Всего |
| Клуб                | Сезон               | Игры      | Голы      | Игры  | Голы  | Игры      | Голы      | Игры       | Голы       | Игры  | Голы  |
| ------------------- | ------------------- | --------- | --------- | ----- | ----- | --------- | --------- | ---------- | ---------- | ----- | ----- |
| Сокол               | 1996                | 12        | 0         | 1     | 0     | -         | -         | -          | -          | 13    | 0     |
| Торпедо В           | 1996                | 4         | 0         | -     | -     | -         | -         | -          | -          | 4     | 0     |
| Лада                | 1997                | 22        | 9         | -     | -     | -         | -         | -          | -          | 22    | 9     |
| Газовик-Газпром     | 1998                | 27        | 9         | -     | -     | -         | -         | -          | -          | 27    | 9     |
| Балтика             | 1999                | 19        | 5         | 1     | 3     | -         | -         | -          | -          | 20    | 8     |
| Динамо              | 1999-00             | 25        | 20        | 4     | 4     | 15        | 5         | -          | -          | 44    | 29    |
| Динамо              | 2000-01             | 14        | 3         | -     | -     | 7         | 2         | -          | -          | 21    | 5     |
| Динамо              | 2001-02             | 17        | 7         | 6     | 5     | 1         | 0         | -          | -          | 24    | 12    |
| Динамо              | 2002-03             | 29        | 22        | 7     | 5     | 12        | 5         | -          | -          | 48    | 32    |
| Динамо              | 2003-04             | 21        | 10        | 3     | 3     | 8         | 3         | -          | -          | 32    | 16    |
| Динамо              | 2004-05             | 29        | 11        | 5     | 0     | 8         | 1         | -          | -          | 42    | 12    |
| Динамо              | 2005-06             | 22        | 5         | 2     | 0     | 2         | 1         | 1          | 0          | 27    | 6     |
| Динамо              | 2006-07             | 29        | 9         | 3     | 2     | 10        | 5         | 1          | 0          | 43    | 16    |
| Динамо              | 2007-08             | 23        | 10        | 6     | 3     | 7         | 1         | -          | -          | 36    | 14    |
| Динамо              | 2008-09             | 6         | 0         | 1     | 0     | 3         | 0         | 1          | 0          | 11    | 0     |
| Всего за Динамо     | Всего за Динамо     | 215       | 97        | 37    | 22    | 73        | 23        | 3          | 0          | 328   | 142   |
| Локомотив           | 2009                | 15        | 8         | 1     | 1     | -         | -         | -          | -          | 16    | 9     |
| Всего за Локомотив  | Всего за Локомотив  | 15        | 8         | 1     | 1     | -         | -         | -          | -          | 16    | 9     |
| Арсенал             | 2009-10             | 13        | 4         | -     | -     | -         | -         | -          | -          | 13    | 4     |
| Арсенал             | 2010-11             | 28        | 9         | 3     | 0     | -         | -         | -          | -          | 31    | 9     |
| Арсенал             | 2011-12             | 24        | 3         | 3     | 1     | -         | -         | -          | -          | 27    | 4     |
| Арсенал             | 2012-13             | 18        | 5         | 2     | 0     | 2         | 0         | -          | -          | 22    | 5     |
|                     | 2013-14             | 7         | 1         | 0     | 0     | 0         | 0         | -          | -          | 7     | 1     |
| Всего за Арсенал    | Всего за Арсенал    | 90        | 22        | 8     | 1     | 2         | 0         | -          | -          | 100   | 23    |
| Черноморец          | 2012-13             | 6         | 0         | 1     | 0     | -         | -         | -          | -          | 7     | 0     |
| Всего за Черноморец | Всего за Черноморец | 6         | 0         | 1     | 0     | -         | -         | -          | -          | 7     | 0     |
| Говерла             | 2013-14             | 7         | 2         | 1     | 0     | -         | -         | -          | -          | 8     | 2     |
| Говерла             | 2014-15             | 18        | 3         | 3     | 1     | -         | -         | -          | -          | 21    | 4     |
| Всего за Говерлу    | Всего за Говерлу    | 25        | 5         | 4     | 1     | -         | -         | -          | -          | 29    | 6     |
| Всего за карьеру    | Всего за карьеру    | 435       | 155       | 53    | 28    | 75        | 23        | 3          | 0          | 566   | 206   |

## Семья
Старший брат, Олег, также профессиональный футболист, выступал за сборную Узбекистана.